# AZ Alkmaar
El AZ Alkmaar (conocido también como AZ) es un club de fútbol de los Países Bajos, de la ciudad de Alkmaar en la Provincia de Holanda Septentrional. Fue fundado el 10 de mayo de 1967 luego de la fusión de los clubes Alkmaar '54 y FC Zaanstreek. El club participa en la Eredivisie, torneo del que ha sido campeón en las temporadas 1980-81 y 2008-09. Además, ha ganado la Copa de los Países Bajos en cuatro ocasiones y fue finalista de la Copa UEFA en la temporada 1980-81.
Juega como local en el AFAS Stadion, propiedad del club, el cual fue inaugurado en el año 2006 y cuenta con capacidad para 17 000 espectadores.

## Historia

### Antecedentes

#### Alkmaar '54

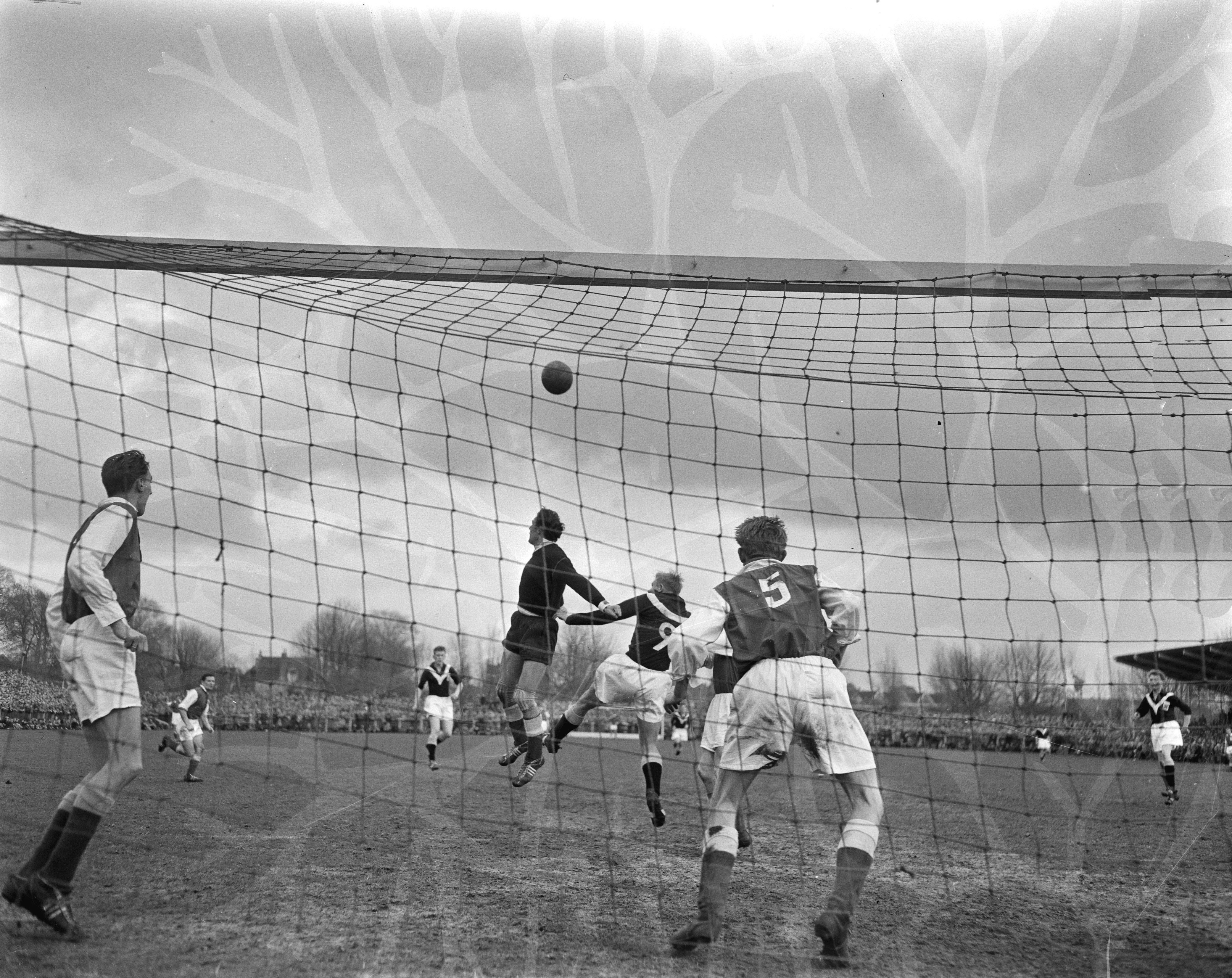
Escena de un partido entre Alkmaar '54 y SC Enschede jugado en 1956.

Fue fundado el 13 de abril de 1954 para representar a la ciudad en la recién creada NBVB (Nederlandse Beroeps Voetbalbond) que agrupó a diez clubes profesionales. Su primer partido lo disputó el 14 de agosto de 1954 contra VVV Venlo ganando por 3:0 en el que fue el primer partido jugado entre dos clubes profesionales en los Países Bajos. El torneo no llegó a su fin y en noviembre de ese mismo año la NBVB se fusionó con la KNVB iniciando un nuevo torneo organizado por esta última, donde el Alkmaar '54 terminó la temporada en el quinto lugar en la Clase C. Tras finalizar la siguiente temporada en el puesto 11 de su serie, fue ubicado para la temporada 1956/57 en el grupo A de la Eerste Divisie donde se mantuvo hasta 1959, año en que logró el primer lugar de su serie consiguiendo el ascenso a la Eredivisie. Sin embargo, en su debut en la máxima categoría finalizó en el penúltimo lugar de la Eredivisie 1960-61 descendiendo nuevamente.
En la temporada 1961/62 finalizó en el puesto 12 del grupo A de la Eerste Divisie descendiendo a la Tweede Divisie al reducirse el número de equipos participantes en esa división. Allí se mantuvo hasta la temporada 1963/64 donde ganó el grupo A de la categoría, disputando el primer cupo de ascenso con el NEC Nijmegen que perdería por 3:1, tras lo cual jugó un cuadrangular junto al Zwartemeer, Roda JC y Hermes DVS en el que lograría el primer lugar regresando a la Eerste Divisie, categoría en la que se mantuvo hasta 1967.

#### FC Zaanstreek
Fue fundado el 13 de abril de 1964 en Koog aan de Zaan. FC Zaanstreek tomó la licencia del lugar dejado en la Tweede Divisie por el K.F.C. (Koger Football Club), club fundado en 1910 que decidió renunciar al torneo profesional para participar en campeonatos de tipo amateur. Tuvo poco éxito en sus tres años de existencia manteniéndose en la Tweede Divisie hasta su fusión en 1967.

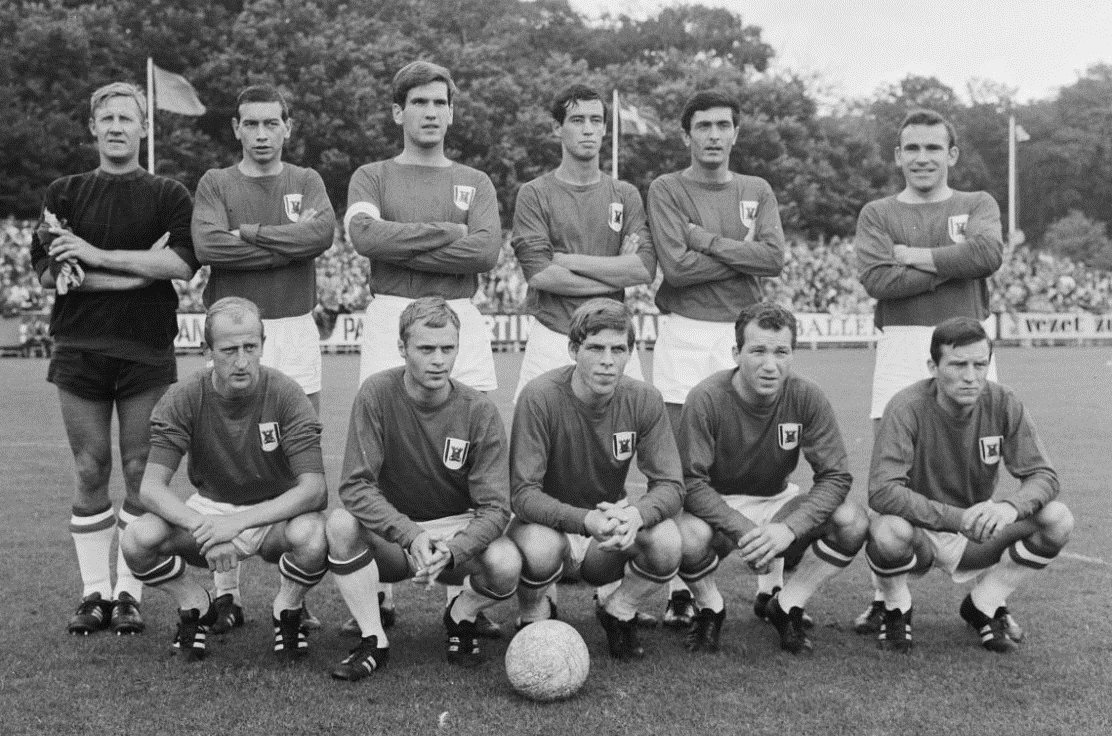
Formación del AZ '67 en 1968.

### Fundación y primeros años
El club fue fundado el 10 de mayo de 1967 tras la fusión del Alkmaar '54 y el FC Zaanstreek con el nombre de AZ '67. Hizo su debut en la campaña 1967/68 donde consiguen el subcampeonato de la Eerste Divisie lo que les permite ascender a la Eredivisie.
En la Eredivisie 1968-69 finalizó en el puesto 16 con el mismo puntaje que el D.O.S Utrecht y el FC Volendam por lo que tuvo que disputar un triangular contra estos equipos en el que consiguió mantenerse en la máxima división. Posteriormente, en el torneo 1970/71, acabó la campaña en el penúltimo lugar regresando a la Eerste Divisie.

### Era Molenaar
En 1972 se hicieron cargo del club dos empresarios locales, los hermanos Cees y Klaas Molenaar, quienes anteriormente habían sido jugadores del K.F.C. En ese año el club logró el segundo lugar del torneo 1971/72 ingresando a la Eredivisie. En su retorno a la máxima categoría finalizó la temporada 1972/73 en el puesto 15. En los torneos siguientes mejoró su desempeño ubicándose en el sétimo lugar al concluir la temporada 1973/74, mientras que en los campeonatos temporada 1974/75 y temporada 1975/76 obtuvo el quinto lugar.
En la temporada 1976/77 finalizó en el tercer lugar obteniendo su clasificación a la Copa UEFA. En su debut internacional en la Copa de la UEFA 1977-78 enfrentó en primera ronda al Red Boys Differdange de Luxemburgo al que eliminó tras ganar la ida por 11:1 y vencer en Luxemburgo 5:0. En la siguiente ronda fueron eliminados por el FC Barcelona que les dejó fuera tras empatar en ambos partidos 1:1 y caer en la definición por penales. Posteriormente logró el título de la Copa de los Países Bajos el 5 de mayo de 1978 tras vencer en la final por 1:0 al Ajax Ámsterdam con gol de Henk van Rijnsoever. Ese título le dio la clasificación a la Recopa de Europa 1978-79 donde fue eliminado en primera ronda por el Ipswich Town.

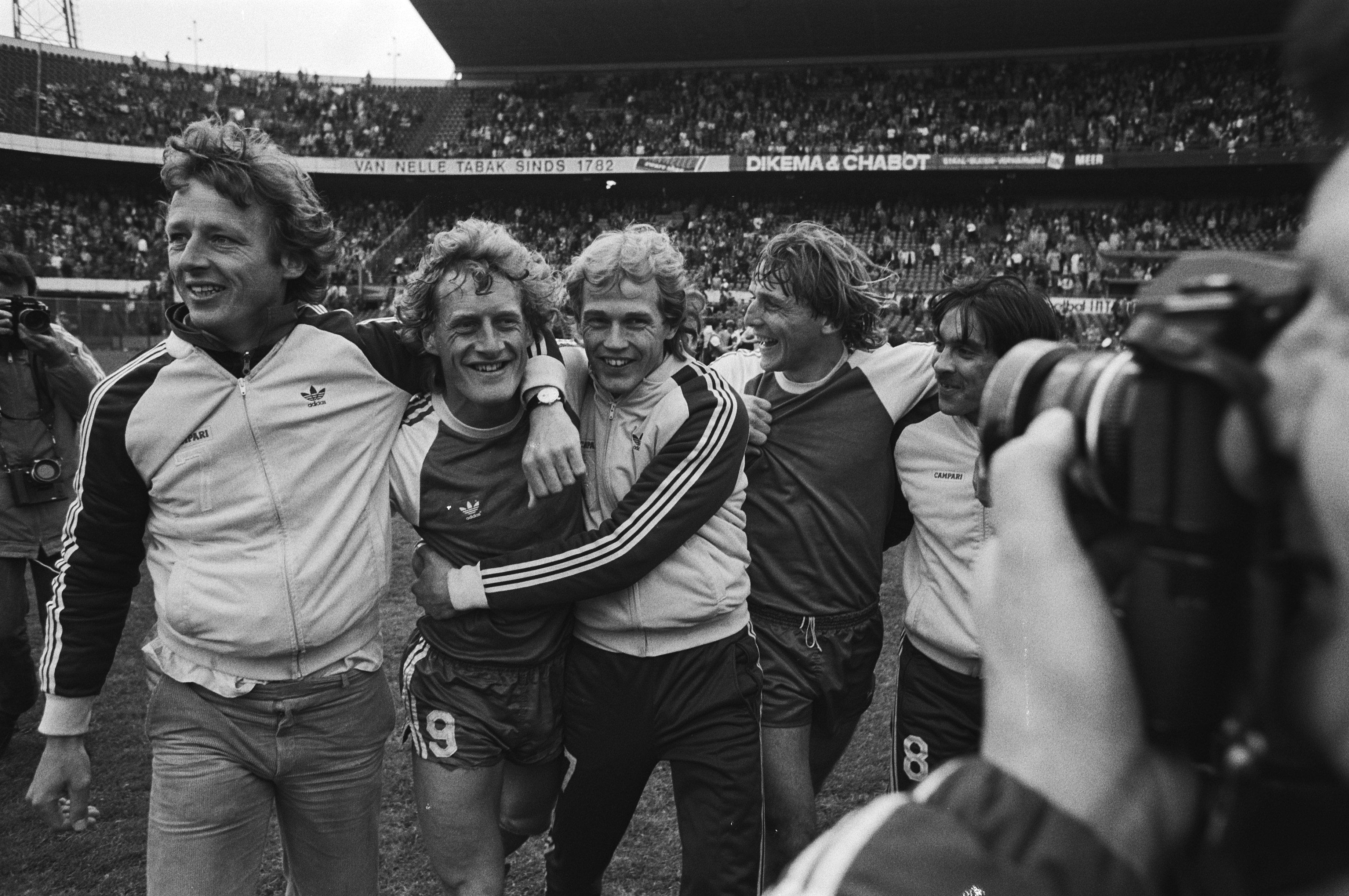
Celebración tras lograr el título de la Eredivisie 1980-81.

En la temporada 1980/81, dirigido por George Keßler, el club logró su primer título en la Eredivisie. En la Copa de la UEFA 1980-81 llegó a la final del torneo donde enfrentó al Ipswich Town, entrenado en ese entonces por Bobby Robson. En el partido de ida, disputado el 6 de mayo de 1981 en Inglaterra, cayó derrotado por 3:0 mientras que en el partido de vuelta jugado en el Estadio Olímpico de Ámsterdam logró una victoria por 4:2 que no fue suficiente para lograr el título. Posteriormente consiguió el doblete en la temporada al ganar por segunda vez la Copa de los Países Bajos el 28 de mayo de 1981 venciendo en la final al Ajax por 3:1.
En la siguiente temporada participó por primera vez en la Copa de Campeones de Europa enfrentando en primera ronda al IK Start de Noruega, al que derrotó en ambos partidos, siendo eliminado en la fase siguiente por el Liverpool FC de Inglaterra por un 5:4 en el marcador global. En esa temporada finalizó en tercer lugar en la Eredivisie 1981/82 mientras que en la Copa de los Países Bajos logró su tercer título tras superar en la final al FC Utrecht. Participó en la Recopa de Europa 1982-83 superando al Limerick FC de la República de Irlanda en primera ronda y siendo eliminado en la fase siguiente por el Inter de Milán.

### Crisis y descenso
Klaas Molenaar, que había quedado en solitario al mando del equipo luego del fallecimiento de su hermano Cees en 1979, se retiró del club en 1985. En 1986 se elimina el año de fundación del nombre del club originando su denominación actual. En los siguientes torneos el club perdió el protagonismo de los años anteriores finalizando cada torneo en la parte baja de la clasificación hasta que en la temporada 1987/88 perdió la categoría.
Luego de algunas temporadas acabando en la parte media de la tabla de la Eerste Divisie, en la campaña 1990/1991 disputó la promoción para retornar a la Eredivisie tras ubicarse en cuarto lugar pero fue eliminado en la primera fase por el NAC Breda. desafortunadamente se vieron asaltados por el infortunio del descenso.

### Era Scheringa

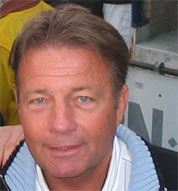
Co Adriaanse, entrenador del club entre el 2002 y el 2005.

En 1993 Dirk Scheringa, fundador del banco DSB, fue elegido presidente del equipo. Luego de dos temporadas consecutivas jugando la promoción por el ascenso sin éxito, en el torneo 1995/96 logró el primer lugar del campeonato regresando a la Eredivisie. Pero en la temporada siguiente finalizó en último lugar regresando nuevamente a la Eerste Divisie donde logró el título en el torneo 1997/98 dirigidos por Willem van Hanegem.
En las primeras temporadas tras su regreso a la Eredivisie se mantuvo a mitad de tabla. En la temporada 2003/04 finalizó en quinto lugar, con Co Adriaanse como entrenador, logrando un cupo a la Copa UEFA 2004-2005. En ese torneo llegó a las semifinales dejando en el camino al Villarreal de España en cuartos de final. El rival de semifinales fue el Sporting de Lisboa, equipo con el que cayó 2:1 en Portugal. En el partido de vuelta se repitió el mismo marcador, esta vez a favor del Alkmaar Zaanstreek, lo que obligó a jugarse la prórroga donde Kew Jaliens anotó el gol que daba la clasificación momentánea a la final al cuadro holandés, sin embargo un gol en tiempo adicionado del Sporting clasificó a los portugueses.

En el torneo 2005-06 llegó Louis van Gaal a dirigir al club, finalizando la temporada regular en segundo lugar. Pero tras la disputa de una ronda de play-off se quedó sin lograr el pase a la Liga de Campeones clasificando a la Copa UEFA. En la temporada 2006-07 estuvo cerca de lograr su segunda liga cuando llegó a la última fecha en primer lugar igualado en puntos con el PSV Eindhoven y Ajax pero con mejor diferencia de goles, por lo que le bastaba una victoria para lograr el campeonato, sin embargo una derrota ante el Excelsior Rotterdam y los triunfos de los otros dos líderes le hicieron perder el título que terminó en manos del PSV. 

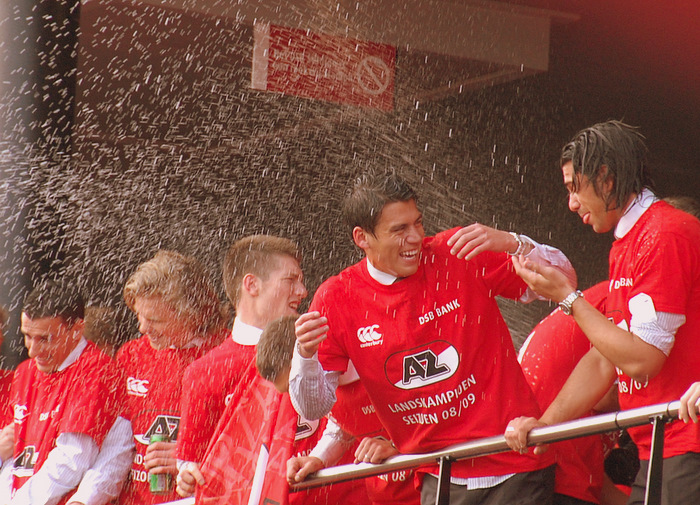
Celebración del equipo tras ganar la Eredivisie 2008-09.

Luego jugaría nuevamente en el play-off por el cupo a la Liga de Campeones perdiendo en la ronda final con el Ajax. Además, en esa misma temporada, llegó a la final de la Copa de los Países Bajos siendo derrotado ante el Ajax Ámsterdam por penales tras empatar a un gol en tiempo de reglamento y suplementario. En la campaña 2007/08 acabó el torneo en el puesto 11 sin lograr la clasificación a un torneo internacional.
El club logró en la temporada 2008/09 su segunda liga local después de 28 años, tras una derrota del Ajax y pese a haber perdido con el Vitesse Arnhem el día anterior, rompiendo así la hegemonía de los otros "grandes" como el propio Ajax, el PSV Eindhoven y Feyenoord, dominadores en las últimas décadas. De esta forma ganó su primera participación en el actual formato de la Liga de Campeones de la UEFA. Luego, el 25 de julio del 2009, ganó su primera Supercopa de los Países Bajos tras vencer por 5:1 en la final al SC Heerenveen.

### Era Neelissen
El 19 de octubre del 2009, pese al intento del Banco de los Países Bajos por salvarlo, el DSB Bank fue declarado en quiebra por un tribunal de Ámsterdam. Este hecho motivó el cambio de nombre del estadio y la necesidad de buscar un nuevo patrocinador. En noviembre Dirk Scheringa dimitió de su cargo que fue ocupado por René Neelissen. En el aspecto deportivo, en la Liga de Campeones 2009-10 fue eliminado del torneo en la penúltima fecha de la fase de grupos tras el empate como local ante el Olympiacos FC. En la fecha final se enfrentó al Standard Lieja con la opción de clasificar a la Liga Europa de la UEFA de ganar el partido, lo que conseguía hasta que el gol de empate marcado por el guardameta rival Sinan Bolat en tiempo de descuento lo dejó fuera de toda competición europea en esa temporada.

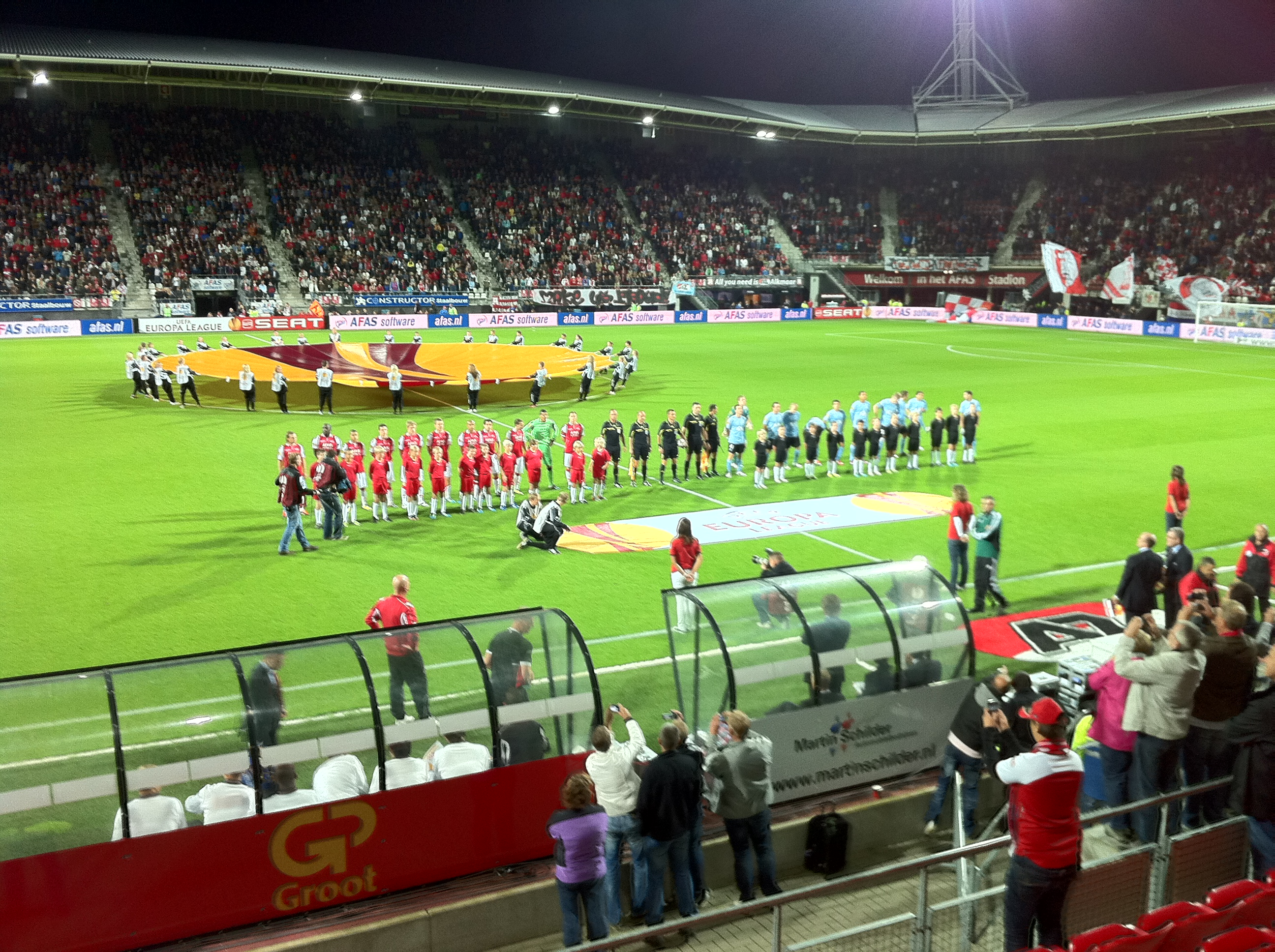
Escena del partido ante Malmö FF por la Liga Europa de la UEFA 2011-12.

En la Eredivisie 2009-10 finalizó en el quinto lugar obteniendo la clasificación a la Liga Europa de la UEFA 2010-11. En ese torneo, tras superar en las rondas previas al IFK Göteborg de Suecia y FC Aktobe de Kazajistán, fue eliminado en la fase de grupos al terminar tercero en el grupo E detrás del Dynamo Kiev de Ucrania y BATE Borisov de Bielorrusia. En la Eredivisie 2010-11 acabó en cuarto lugar logrando una nueva clasificación a la Liga Europa de la UEFA.
En la temporada siguiente el equipo alcanzó los cuartos de final de la Liga Europa de la UEFA 2011-12 siendo eliminado por el Valencia CF. Por los torneos locales fue líder de la Eredivisie 2011-12 por algunas fechas hasta que perdió el liderato en la fecha 28, finalizando el campeonato en el cuarto lugar (clasificado a la Liga Europa de la UEFA) mientras que en la Copa de los Países Bajos llegó a semifinales donde fue eliminado por el Heracles Almelo.
Su campaña en la Liga Europa de la UEFA 2012-13 terminó con un resultado global de 6:0 en contra ante el Anzhi de Rusia en la fase previa a la etapa de grupos. En la Eredivisie 2012-13, luego haber estado cerca a la zona de descenso, finalizó el torneo en el décimo lugar. Logró el título de la Copa de los Países Bajos en esa temporada derrotando el 9 de mayo en la final al PSV Eindhoven por 2:1 con goles de Adam Maher y Jozy Altidore.
En la Eredivisie 2014-15 terminó la temporada en tercer lugar, superando al Feyenoord en la última jornada y clasificándose para la Europa League. En diciembre de 2016 se anunció el retorno al club del ex internacional neerlandés Ron Vlaar. Vlaar se convirtió en capitán del equipo y, junto a Vincent Janssen (quien marcó 27 goles lo que le valió el título de máximo goleador del torneo), ayudaron a llevar al Alkmaar Zaanstreek al cuarto lugar en la Eredivisie 2015-16. En la Copa de los Países Bajos 2015-16, Alkmaar Zaanstreek llegó hasta las semifinales donde perdió 3-1 ante Feyenoord mientras que en la Liga Europa de la UEFA 2015-16 ganó las dos primeras rondas de clasificación para clasificarse a la fase de grupos donde fue eliminado.

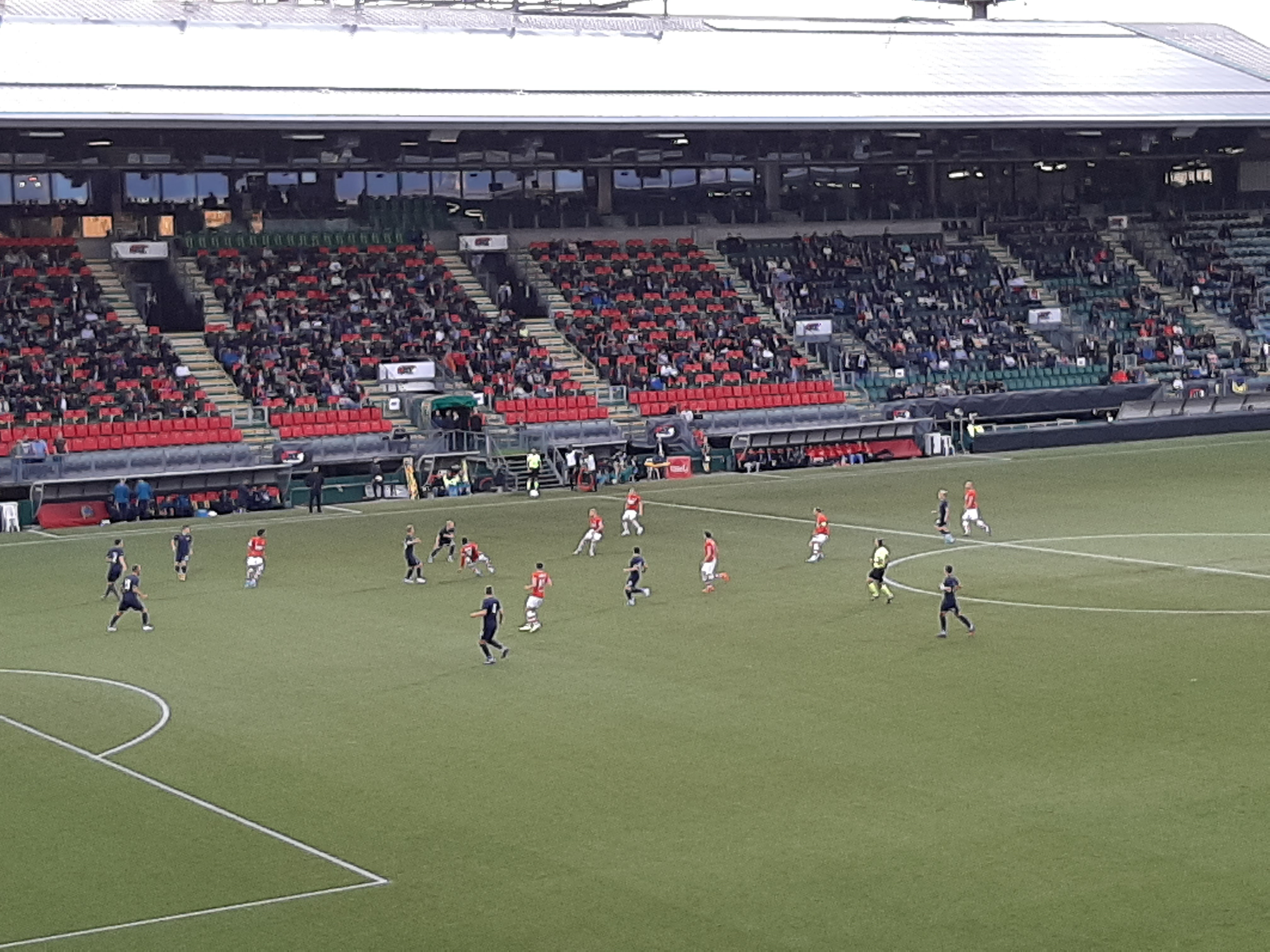
Escena del partido ante FC Mariupol por la Liga Europa de la UEFA 2019-20.

Terminó la Eredivisie 2016-17 en sexto lugar, por lo que tuvo que jugar el playoff para la Europa League donde fue superado en la etapa final por FC Utrecht. En la Liga Europa de la UEFA 2016-17 superó la fase de grupos pero fue eliminado en dieciseisavos de final por Olympique de Lyon. En la Copa de los Países Bajos 2016-17, Alkmaar Zaanstreek llegó hasta la final donde perdió 2-0 ante Vitesse. En la Eredivisie 2017-18 terminó la temporada en tercer lugar clasificándose nuevamente para la Europa League mientras que en la Copa de los Países Bajos 2017-18 llegó hasta la final donde perdió 3-0 ante Feyenoord.
En la temporada 2018-19 acabó la Eredivisie en cuarto lugar y en la Copa de los Países Bajos 2018-19 llegó hasta las semifinales donde perdió en definición por penales ante Willem II. Al año siguiente, la Eredivisie 2019-20 fue cancelada por la pandemia de coronavirus en el momento que Ajax de Ámsterdam y AZ se encontraban igualados en el primer lugar. La KNVB decidió que no haya campeón y otorgó a ambos equipos la clasificación para la siguiente Liga de Campeones de la UEFA.
Fue tercero en la Eredivisie 2020-21, con lo que obtuvo un cupo a la siguiente Liga Europa, mientras que en la Liga de Campeones de la UEFA 2020-21 llegó hasta la tercera ronda clasificatoria donde fue eliminado por Dinamo de Kiev. Pasó a disputar la Liga Europa de la UEFA de esa temporada en la cual fue eliminado en la última fecha luego de perder con HNK Rijeka y terminar tercero en el grupo F detrás de Napoli y Real Sociedad.
Para la temporada 2021-22, terminó quinto en la Eredivisie y pasó a jugar el Play-off para Liga Europa Conferencia donde logró la clasificación a ese torneo luego de vencer en la final a Vitesse Arnhem. Por la Copa de los Países Bajos llegó hasta la semifinal siendo eliminado por Ajax de Ámsterdam. Mientras que por torneos europeos, fue eliminado en la ronda de play-off de la Liga Europa por Celtic Glasgow y pasó a la Liga Europa Conferencia. En ese torneo, luego de superar la fase de grupos, llegó hasta octavos de final donde fue eliminado por F. K. Bodø/Glimt con un marcador global de 4:3.
En la Liga Europa Conferencia de la UEFA 2022-23 llegó a las semifinales del torneo dejando fuera a equipos como Lazio y Anderlecht en las rondas anteriores. El rival fue West Ham United ante el cual quedó fuera del torneo luego de caer 2-1 de visitante y 1-0 como local. Mientras que en la Eredivisie 2022-23 acabó en el cuarto lugar por lo que obtuvo un cupo a la siguiente Liga Europa Conferencia.
Fue cuarto en la Eredivisie 2023-24 con lo cual clasificó a la Liga Europa mientras que en la Copa de los Países Bajos fue eliminado en cuartos de final por Feyenoord Rotterdam. En la Liga Europa Conferencia de la UEFA 2023-24 no superó la fase de grupos al terminar tercero del grupo E detrás de Aston Villa y Legia de Varsovia.

## Uniforme
- Uniforme titular: Camiseta roja, pantalón blanco y medias blancas.
- Uniforme alternativo: Camiseta blanca, pantalón blanco y medias blancas.
- Tercer uniforme: Camiseta negra, pantalón negro y medias negras.

### Indumentaria y patrocinadores
| Período         | Patrocinador     |
| --------------- | ---------------- |
| 1982-1986       | Sony             |
| 1986-1988       | Electrolux       |
| 1988-1989       | Swingbo          |
| 1989-1990       | Reebok           |
| 1990-2002       | Frisia           |
| 2002-2004       | Actus Notarissen |
| 2004-2005       | Frisia           |
| 2005-2009       | DSB              |
| 2010            | BUKO             |
| 2010-actualidad | AFAS Software    |

| Período         | Proveedor                 |
| --------------- | ------------------------- |
| 1977-1986       | Adidas                    |
| 1986-1989       | Lotto                     |
| 1989-1990       | Reebok                    |
| 1990-1993       | Hi-Tec                    |
| 1993-1998       | Hummel                    |
| 1998-1999       | Kappa                     |
| 1999-2001       | Marca Propia              |
| 2001-2006       | Umbro                     |
| 2006-2008       | Quick                     |
| 2008-2009       | Canterbury of New Zealand |
| 2009-2011       | Quick                     |
| 2011-2015       | Macron                    |
| 2015-2020       | Under Armour              |
| 2020-actualidad | Nike                      |

## Estadio

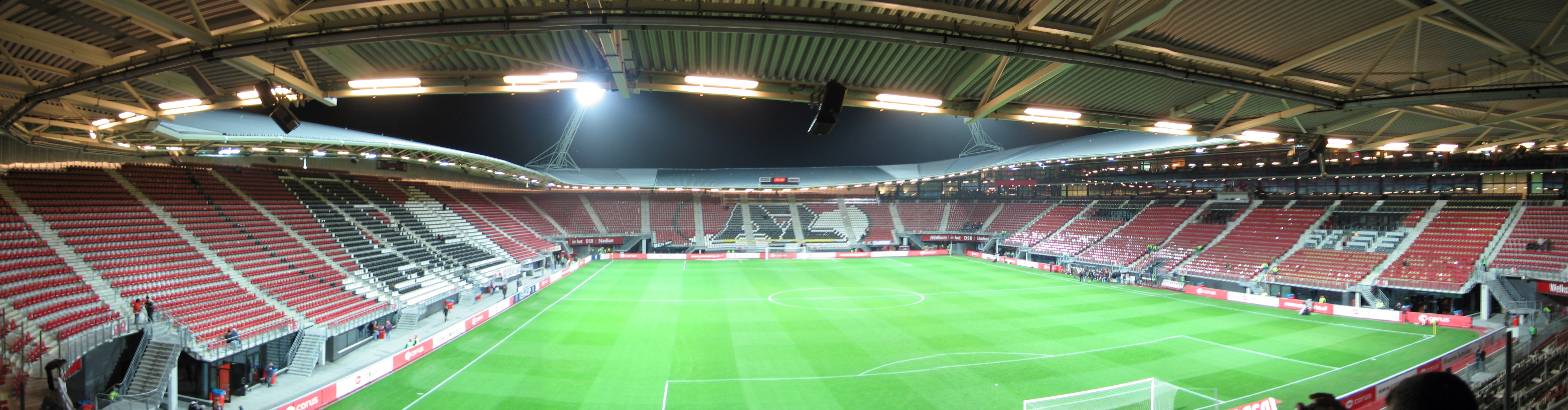
Vista interior del AFAS Stadion.

El Alkmaar Zaanstreek juega sus partidos como local en el AFAS Stadion, propiedad del club, ubicado en la parte sur de la ciudad de Alkmaar y que cuenta con una capacidad para 17.023 espectadores. Fue inaugurado el 4 de agosto del 2006 como DSB Stadion, llevando el nombre del banco fundado por Dirk Scheringa, el DSB Bank, que era además el auspiciador del club. Tras la quiebra del banco en el 2009 el club fue obligado a cambiar el nombre del estadio.
Antes del 2006 el club utilizaba el Alkmaarderhout, estadio con capacidad para 8400 asistentes y que fue construido en 1948.

### Complejo deportivo 't Lood
't Lood es un complejo deportivo ubicado junto al AFAS Stadion. Es utilizado como centro de entrenamiento de las diferentes secciones del club además de albergar los partidos como local del Jong AZ. El complejo es también la sede del centro de formación de la cantera del club.

## Datos del club
- Temporadas en Eredivisie: 43.[63]
- Temporadas en Eerste Divisie: 11.[64]
- Mayor goleada conseguida:

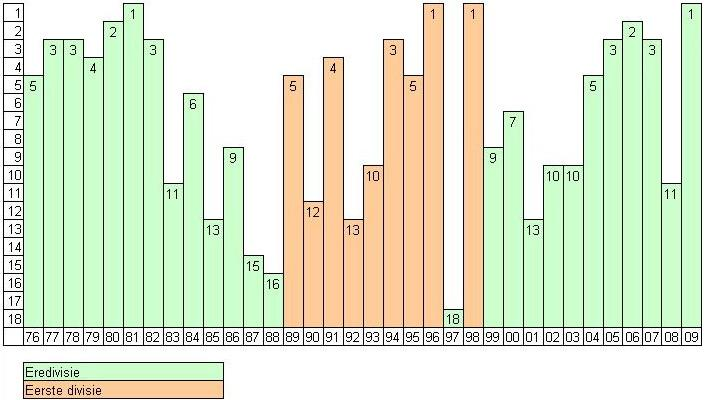
Puesto al final de temporada del club entre 1976 y 2009.

  - En torneos nacionales: 10:0 a Heracles Almelo en 1997 (en Eerste divisie),[65] 10:0 a VV Bennekom en 2006 (en Copa de los Países Bajos).[66]
  - En Eredivisie: 9:2 a FC Ámsterdam en 1977.[67]
  - En torneos internacionales: 11:1 a Red Boys Differdange (Copa de la UEFA 1978-79).[68]
- Mayor goleada encajada:
  - En campeonatos nacionales: 8:0 de Feyenoord Rotterdam en 1987.[67]
  - En torneos internacionales: 7:1 de Olympique de Lyon (Liga Europa de la UEFA 2016-17).[68]
- Mejor puesto en Primera: 1º (1980-81 y 2008-09).
- Peor puesto en Primera: 18º (1996-1997).
- Participaciones internacionales:[4][69]
  - Liga de Campeones (3): 1981-82, 2009-10 y 2020-21
  - Copa de la UEFA/Liga Europa de la UEFA (16): 1977-78, 1980-81, 2004-05, 2005-06, 2006-07, 2007-08, 2010-11, 2011-12, 2012-13, 2013-14, 2015-16, 2016-17, 2018-19, 2019-20, 2020-21, 2021-22.
  - Recopa de Europa (2): 1978-79 y 1982-83.

## Jugadores
Durante la historia del club son muchos los futbolistas que han vestido la camiseta del primer equipo. Michael Buskermolen, con 399 encuentros disputados, es el jugador que más veces lució la camiseta del club. A su vez, Kees Kist con 212 goles es el máximo goleador en la historia del Alkmaar Zaanstreek.

## Estadísticas del club

### Plantillas campeonas
- Eredivisie 1980-81:[70]

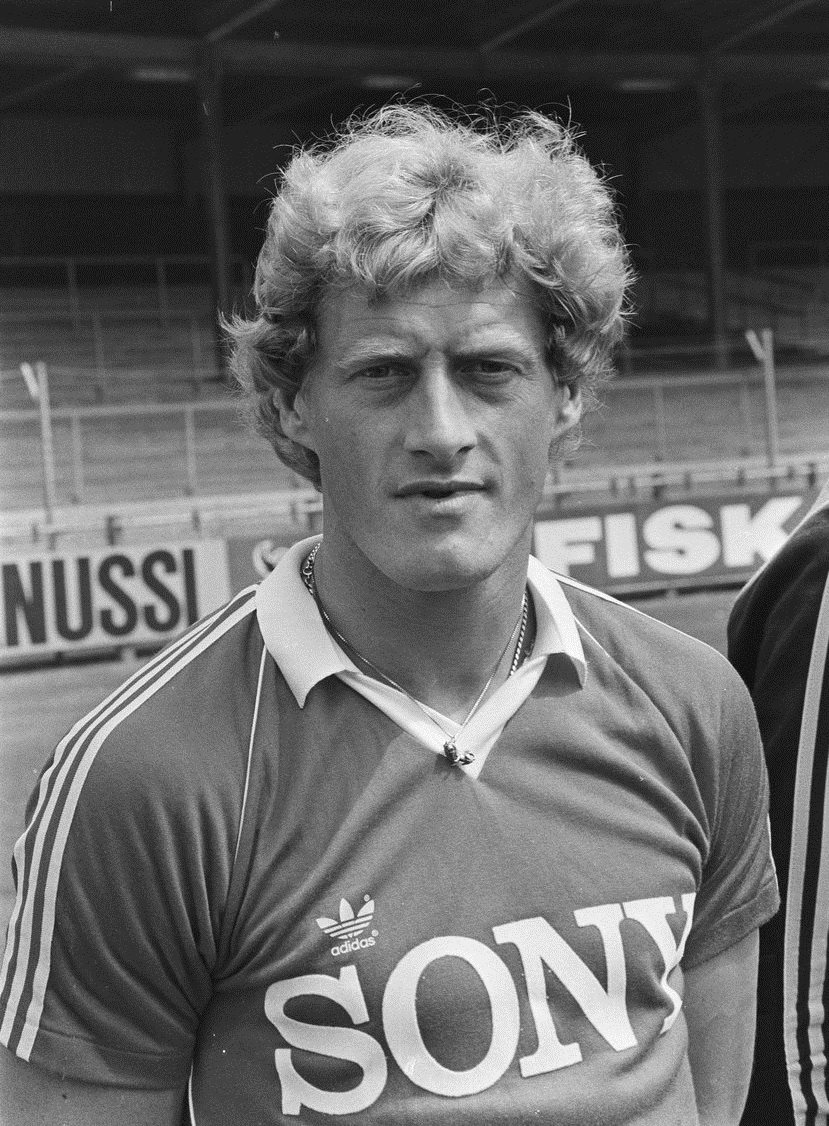
Kees Kist, delantero del equipo campeón de la Eredivisie 1980-81.

  - Porteros: Eddy Treijtel y Han de Koning.
  - Defensas: Peter Arntz, Fred Filippo, Hugo Hovenkamp, Richard Van der Meer, Johnny Metgod, Han Reynders, Henk Van Rijnsoever, Ronald Spelbos y Gijs Steinmann.
  - Mediocampistas: Ype Anema, Kristen Nygaard, Harry Oort, Jan Peters y Ronald Weysters.
  - Delanteros: Chris Van den Dungen, Jan Gaasbeek, Kees Kist, Rick Talan, Kees Tol y Kurt Welzl.
  - Entrenador: Georg Keßler.

- Eredivisie 2008-09:[71]
  - Porteros: Sergio Romero, Joe Didulica y Jordy Deckers.
  - Defensas: Kew Jaliens, Sébastien Pocognoli, Héctor Moreno, Gill Swerts, Niklas Moisander, Ragnar Klavan, Gijs Luirink, Milano Koenders y Jeroen Tesselaar.
  - Mediocampistas: David Mendes da Silva, Stijn Schaars, Simon Poulsen, Maarten Martens, Kees Luijckx, Nick Van der Velden, Brett Holman, Marko Vejinovic, Demy de Zeeuw y Toni Kolehmainen.
  - Delanteros: Mounir El Hamdaoui, Jeremain Lens, Ari, Graziano Pellè y Mousa Dembélé.
  - Entrenador: Louis van Gaal.

### Máximos goleadores en Primera División
En cinco temporadas de la Eredivisie un jugador del club logró ser el máximo goleador del torneo, siendo Kees Kist quien anotó mayor cantidad de goles en una sola campaña con 34 anotaciones.
| Jugador             | Goles | Temporada |
| ------------------- | ----- | --------- |
| Kees Kist           | 34    | 1978-79   |
| Kees Kist           | 27    | 1979-80   |
| Mounir El Hamdaoui  | 23    | 2008-09   |
| Vincent Janssen     | 27    | 2015-16   |
| Alireza Jahanbakhsh | 21    | 2017-18   |

### Distinciones individuales
| Premio                                 | Jugador            | Nacionalidad                | Temporada |
| -------------------------------------- | ------------------ | --------------------------- | --------- |
| Bota de Oro                            | Kees Kist          | Bandera de los Países Bajos | 1978-79   |
| Futbolista del año en los Países Bajos | Mounir El Hamdaoui | Bandera de Marruecos        | 2008-09   |

### Jugadores internacionales en torneos oficiales
Durante las épocas de mayor suceso del club, este ha contribuido con jugadores a la selección de fútbol de los Países Bajos, siendo la Copa Mundial de Fútbol de 2006 en Alemania el torneo que contó con mayor cantidad de jugadores del Alkmaar Zaanstreek en esa selección.

#### Copas Mundiales de Fútbol

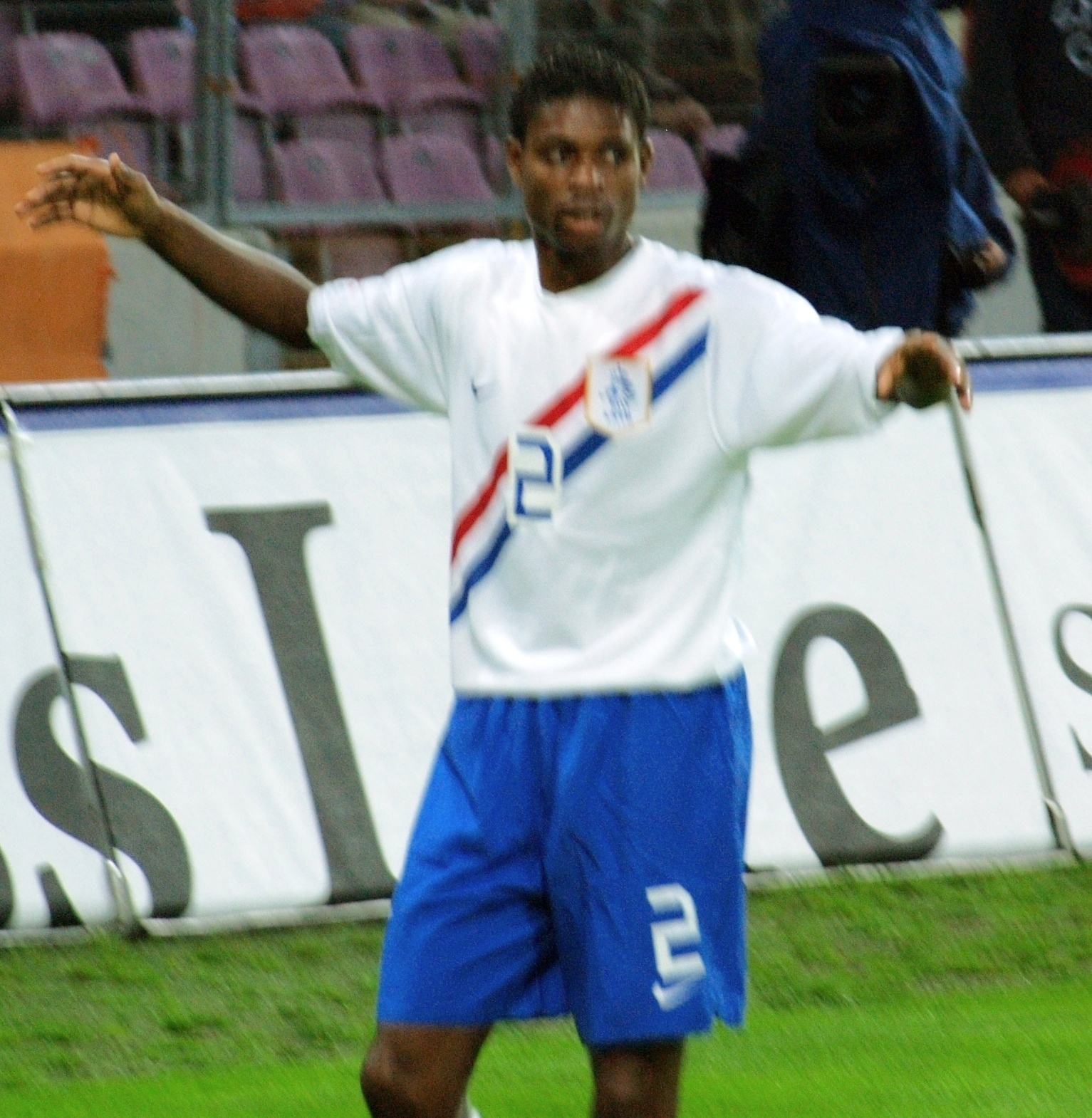
Kew Jaliens vistiendo la camiseta alternativa de su selección.

| Argentina 1978: - Hugo Hovenkamp | Alemania 2006: - Henk Timmer - Tim de Cler - Kew Jaliens - Joris Mathijsen - Denny Landzaat | Sudáfrica 2010: - Stijn Schaars |

#### Eurocopa
| Eurocopa 1976: - Kees Kist | Eurocopa 1980: - Hugo Hovenkamp - Kees Kist - Johannes Metgod | Eurocopa 2008: - Demy de Zeeuw |

Adicionalmente, futbolistas del club de otras nacionalidades tomaron parte de la Copa Mundial de Fútbol de 2010 para sus respectivas selecciones:
- Héctor Moreno
- Sergio Romero
- Brett Holman
- Simon Poulsen.[79]

## Entrenadores

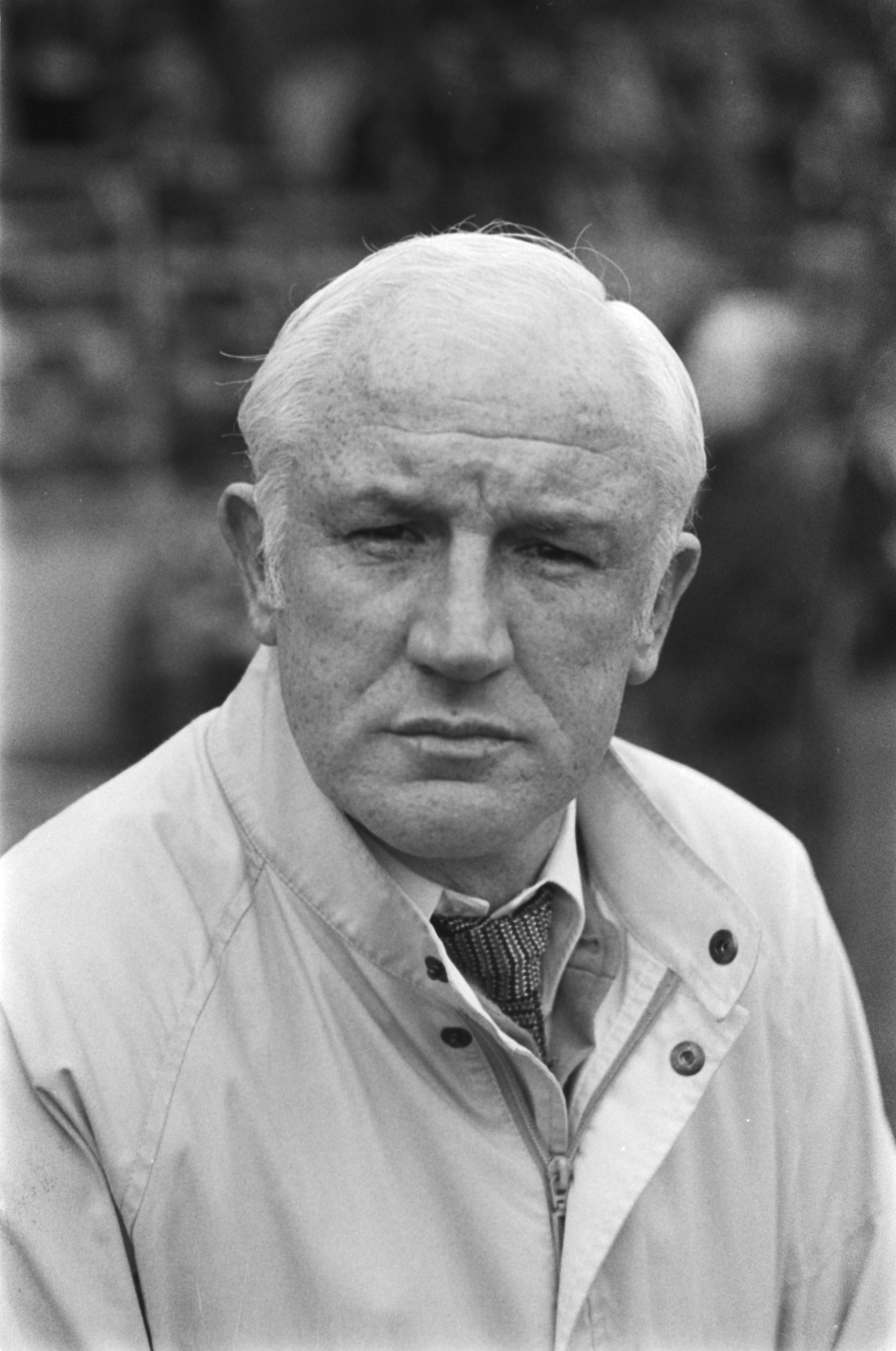
Georg Keßler, campeón de la Eredivisie 1980-81.

### AZ '67

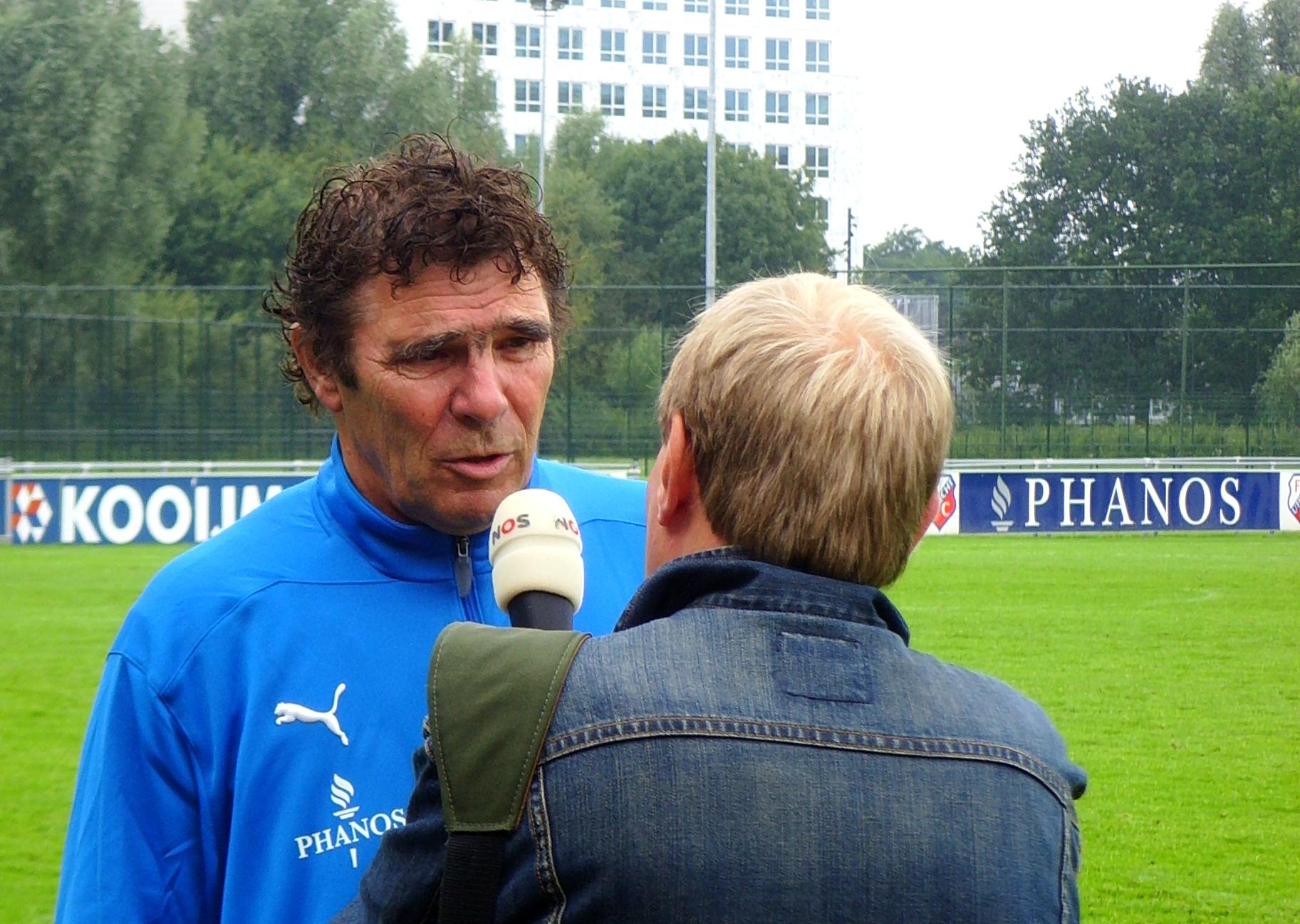
Willem van Hanegem, campeón de la Eerste Divisie 1997/98.

- Lesley Talbot, (1967-1968)
- Wim Blokland, (1968-1969)
- Robert Heinz, (1969-1971)
- Cor van der Hart, (1971-1973)
- Joop Brand, (1973-1976)
- Hans Kraay sr., (1976-1977)
- Jan Notermans, (1977)
- Cor van der Hart, (1977-1978)
- Georg Keßler, (1978-1982)
- Hans Eijkenbroek, (1982-1983)
- Piet de Visser, (1983-1985)
- Han Berger, (1985-1986)

### Alkmaar Zaanstreek

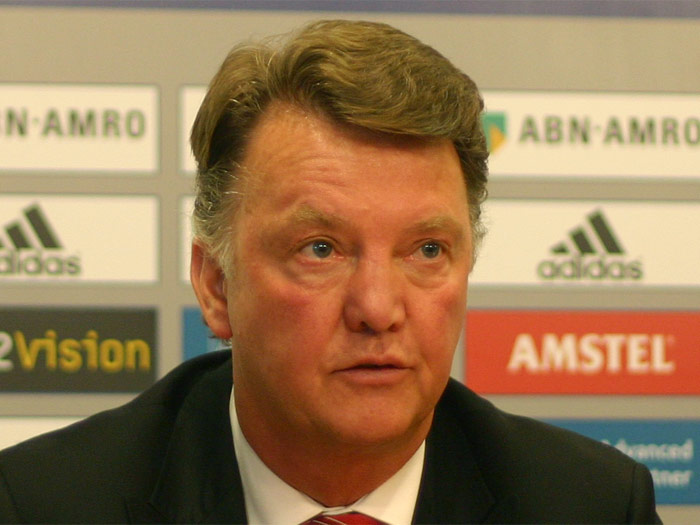
Louis van Gaal, campeón de la Eredivisie 2008-09.

- Hans Eijkenbroek, (1986-1989)
- Hans van Doorneveld, (1989-1990)
- Henk Wullems, (1990-1993)
- Piet Schrijvers, (1993-1995)
- Theo Vonk, (1995-1997)
- Hans de Koning, (1997)
- Willem van Hanegem, (1997-1999)
- Gerard van der Lem, (1999-2000)
- Henk van Stee, (2000-2002)
- Co Adriaanse, (2002-2005)
- Louis van Gaal, (2005-2009)
- Ronald Koeman, (2009)
- Dick Advocaat, (2009-2010)
- Gertjan Verbeek, (2010-2013)
- Martin Haar, (2013)
- Dick Advocaat, (2013-2014)
- Marco van Basten, (2014)
- John van den Brom, (2014-2019)
- Arne Slot, (2019-2020)
- Pascal Jansen, (2020-)

## Palmarés

### Torneos nacionales
- Eredivisie (2): 1980-81, 2008-09.[80]
- Eerste Divisie (2): 1995-96, 1997-98.
- Copa de los Países Bajos (4): 1977-78, 1980-81, 1981-82, 2012-13.[80]
- Supercopa de los Países Bajos (1): 2009.[80]

### Torneos amistosos
- Torneo Amsterdam (3): 1977, 1979, 1982.[81]
- Torneo Brugse Metten (1): 1978.[82]
- Trofeo Costa Brava (1): 1979.[83]
- Trofeo Villa de Gijón (1): 1980.[84]
- Copa ETL-Dom (1): 2010.[85]

## Participación en competiciones de la UEFA
| Competicion UEFA | Competicion UEFA              | Competicion UEFA | Competicion UEFA       | Competicion UEFA |
| Temporada        | Torneo                        | Ronda            | Club                   | Resultado        |
| ---------------- | ----------------------------- | ---------------- | ---------------------- | ---------------- |
| 1977-78          | UEFA Cup                      | 1                | Red Boys               | 11-1, 5-0        |
| 1977-78          | UEFA Cup                      | 2                | Barcelona              | 1-1, 1-1 p       |
| 1978-79          | Cup Winners' Cup              | 1                | Ipswich Town           | 0-0, 0-2         |
| 1980-81          | UEFA Cup                      | 1                | Red Boys               | 6-0, 4-0         |
| 1980-81          | UEFA Cup                      | 2                | Levski Sofia           | 5-0, 1-1         |
| 1980-81          | UEFA Cup                      | 3                | Radnički Niš           | 5-0, 2-2         |
| 1980-81          | UEFA Cup                      | Cuartos de final | Lokeren                | 2-0, 0-1         |
| 1980-81          | UEFA Cup                      | Semifinales      | Sochaux                | 3-2, 1-1         |
| 1980-81          | UEFA Cup                      | Final            | Ipswich Town           | 4-2, 0-3         |
| 1981-82          | European Cup                  | 2                | Start                  | 1-0, 3-1         |
| 1981-82          | European Cup                  | Octavos de final | Liverpool              | 2-2, 2-3         |
| 1982-83          | Cup Winners' Cup              | 2                | Limerick               | 1-0, 1-1         |
| 1982-83          | Cup Winners' Cup              | Octavos de final | Inter de Milán         | 1-0, 0-2         |
| 2004-05          | UEFA Cup                      | Play-off         | PAOK                   | 2-1, 3-2         |
| 2004-05          | UEFA Cup                      | Grupo F          | Auxerre                | casa: 2-0        |
| 2004-05          | UEFA Cup                      | Grupo F          | Amica Wronki           | visita: 3-1      |
| 2004-05          | UEFA Cup                      | Grupo F          | Rangers                | casa: 1-0        |
| 2004-05          | UEFA Cup                      | Grupo F          | Grazer                 | visita: 0-2      |
| 2004-05          | UEFA Cup                      | 1/16             | Alemannia Aachen       | 2-1, 0-0         |
| 2004-05          | UEFA Cup                      | Octavos de final | Shakhtar Donetsk       | 2-1, 3-1         |
| 2004-05          | UEFA Cup                      | Cuartos de final | Villarreal             | 1-1, 2-1         |
| 2004-05          | UEFA Cup                      | Semifinales      | Sporting CP            | 3-2t.e./a, 1-2   |
| 2005-06          | UEFA Cup                      | Play-off         | Krylya Sovetov Samara  | 3-1a, 3-5        |
| 2005-06          | UEFA Cup                      | Grupo D          | Dnipro                 | visita: 2-1      |
| 2005-06          | UEFA Cup                      | Grupo D          | Middlesbrough          | casa: 0-0        |
| 2005-06          | UEFA Cup                      | Grupo D          | Litex Lovech           | visita: 2-0      |
| 2005-06          | UEFA Cup                      | Grupo D          | Grasshopper            | casa: 1-0        |
| 2005-06          | UEFA Cup                      | 1/16             | Real Betis             | 2-1t.e., 0-2)    |
| 2006-07          | UEFA Cup                      | Play-off         | Kayserispor            | 3-2, 1-1         |
| 2006-07          | UEFA Cup                      | Grupo C          | Braga                  | casa: 3-0        |
| 2006-07          | UEFA Cup                      | Grupo C          | Grasshopper            | visita: 5-2      |
| 2006-07          | UEFA Cup                      | Grupo C          | Slovan Liberec         | casa: 2-2        |
| 2006-07          | UEFA Cup                      | Grupo C          | Sevilla                | visita: 2-1      |
| 2006-07          | UEFA Cup                      | 1/16             | Fenerbahçe             | 2-2 a, 3-3       |
| 2006-07          | UEFA Cup                      | Octavos de final | Newcastle United       | 2-0 a, 2-4       |
| 2006-07          | UEFA Cup                      | Cuartos de final | Werder Bremen          | 0-0, 1-4         |
| 2007-08          | UEFA Cup                      | Play-off         | Paços de Ferreira      | 0-0, 1-0         |
| 2007-08          | UEFA Cup                      | Grupo A          | Zenit St. Petersburg   | visita: 1-1      |
| 2007-08          | UEFA Cup                      | Grupo A          | Larissa                | casa: 1-0        |
| 2007-08          | UEFA Cup                      | Grupo A          | Núremberg              | visita: 1-2      |
| 2007-08          | UEFA Cup                      | Grupo A          | Everton                | casa: 2-3        |
| 2009-10          | Champions League              | Grupo H          | Olympiacos             | 0-0, 0-1         |
| 2009-10          | Champions League              | Grupo H          | Standard Liège         | 1-1, 1-1         |
| 2009-10          | Champions League              | Grupo H          | Arsenal                | 1-1, 1-4         |
| 2010-11          | UEFA Europa League            | Clasificatoria 3 | IFK                    | 2-0, 0-1         |
| 2010-11          | UEFA Europa League            | Play-off         | FC Aktobe              | 2-0, 1-2         |
| 2010-11          | UEFA Europa League            | Grupo E          | BATE                   | 3-0, 1-4         |
| 2010-11          | UEFA Europa League            | Grupo E          | FC Sheriff             | 2-1, 1-1         |
| 2010-11          | UEFA Europa League            | Grupo E          | Dynamo Kiev            | 1-2, 0-2         |
| 2011-12          | UEFA Europa League            | Clasificatoria 3 | Jablonec               | 2-0, 1-1         |
| 2011-12          | UEFA Europa League            | Play-off         | Aalesunds FK           | 6-0, 1-2         |
| 2011-12          | UEFA Europa League            | Grupo G          | Metalist Járkov        | 1-1, 1-1         |
| 2011-12          | UEFA Europa League            | Grupo G          | Austria Wien           | 2-2, -2          |
| 2011-12          | UEFA Europa League            | Grupo G          | Malmö FF               | 4-1, 0-0         |
| 2011-12          | UEFA Europa League            | 1/16             | Anderlecht             | 1-0, 1-0         |
| 2011-12          | UEFA Europa League            | Octavos de final | Udinese                | 2-0, 1-2         |
| 2011-12          | UEFA Europa League            | Cuartos de final | Valencia               | 2-1, 0-4         |
| 2012-13          | UEFA Europa League            | Play-off         | Anzhi                  | 0-1, 0-5         |
| 2013-14          | UEFA Europa League            | Play-off         | Atromitos              | 3-1, 0-2         |
| 2013-14          | UEFA Europa League            | Grupo L          | Maccabi Haifa          | 1-0, 2-0         |
| 2013-14          | UEFA Europa League            | Grupo L          | PAOK                   | 1-1, 2-2         |
| 2013-14          | UEFA Europa League            | Grupo L          | Shakhter Karagandy     | 1-1, 1-0         |
| 2013-14          | UEFA Europa League            | 1/16             | Slovan Liberec         | 1-1, 1-0         |
| 2013-14          | UEFA Europa League            | Octavos de final | Anzhi Makhachkala      | 1-0, 0-0         |
| 2013-14          | UEFA Europa League            | Cuartos de final | Benfica                | 0-1, 0-2         |
| 2015-16          | UEFA Europa League            | Clasificatoria 3 | İstanbul Başakşehir    | 2-0, 2-1         |
| 2015-16          | UEFA Europa League            | Play-off         | Astra Giurgiu          | 2-0, 2-3         |
| 2015-16          | UEFA Europa League            | Grupo L          | Partizan               | 1-2, 2-3         |
| 2015-16          | UEFA Europa League            | Grupo L          | Athletic Club          | 2-1, 2-2         |
| 2015-16          | UEFA Europa League            | Grupo L          | FC Augsburg            | 0-1, 1-4         |
| 2016-17          | UEFA Europa League            | Clasificatoria 3 | Giannina               | 1-0, 2-0         |
| 2016-17          | UEFA Europa League            | Play-off         | Vojvodina              | 3-0, 0-0         |
| 2016-17          | UEFA Europa League            | Grupo D          | Zenit Saint Petersburg | 0-5, 3-2         |
| 2016-17          | UEFA Europa League            | Grupo D          | Maccabi Tel Aviv       | 1-2, 0-0         |
| 2016-17          | UEFA Europa League            | Grupo D          | Dundalk                | 1-1, 1-0         |
| 2016-17          | UEFA Europa League            | 1/16             | Lyon                   | 1-4, 1-7         |
| 2018-19          | UEFA Europa League            | Clasificatoria 2 | Kairat                 | 2-1, 0-2         |
| 2019-20          | UEFA Europa League            | Clasificatoria 2 | Häcken                 | 0-0, 3-0         |
| 2019-20          | UEFA Europa League            | Clasificatoria 3 | Mariúpol               | 4-0, 0-0         |
| 2019-20          | UEFA Europa League            | Play-off         | Royal Antwerp          | 1-1, 4-1 (t.s.)  |
| 2019-20          | UEFA Europa League            | Grupo L          | Partizán               | 2-2, 2-2         |
| 2019-20          | UEFA Europa League            | Grupo L          | Manchester United      | 0-0, 0-4         |
| 2019-20          | UEFA Europa League            | Grupo L          | Astaná                 | 6-0, 5-0         |
| 2019-20          | UEFA Europa League            | 1/16             | LASK                   | 1-1, 0-2         |
| 2020-21          | UEFA Champions League         | Clasificatoria 2 | Viktoria Plzeň         | casa: 3-1 (t.s.) |
| 2020-21          | UEFA Champions League         | Clasificatoria 3 | Dinamo de Kiev         | visita: 0-2      |
| 2020-21          | UEFA Europa League            | Grupo F          | Napoli                 | 1-1, 1-0         |
| 2020-21          | UEFA Europa League            | Grupo F          | Rijeka                 | 41, 1-2          |
| 2020-21          | UEFA Europa League            | Grupo F          | Real Sociedad          | 0-0, 0-1         |
| 2021-22          | UEFA Europa League            | Play-off         | Celtic                 | 2-1, 0-2         |
| 2021-22          | UEFA Europa Conference League | Grupo D          | Randers                | 1-0, 2-2         |
| 2021-22          | UEFA Europa Conference League | Grupo D          | Jablonec               | 1-0, 1-1         |
| 2021-22          | UEFA Europa Conference League | Grupo D          | CFR Cluj               | 2-0, 1-0         |
| 2021-22          | UEFA Europa Conference League | Octavos de final | Bodø/Glimt             | 2-2, 1-2 (t. s.) |
| 2022-23          | UEFA Europa Conference League | Clasificatoria 2 | FK Tuzla               | 1-0, 4-0         |
| 2022-23          | UEFA Europa Conference League | Clasificatoria 3 | Dundee United          | 7-0, 0-1         |
| 2022-23          | UEFA Europa Conference League | Play-off         | Gil Vicente            | 4-0, 2-1         |
| 2022-23          | UEFA Europa Conference League | Grupo E          | Dnipro-1               | 2-1, 1-0         |
| 2022-23          | UEFA Europa Conference League | Grupo E          | Vaduz                  | 4-1, 2-1         |
| 2022-23          | UEFA Europa Conference League | Grupo E          | Apollon Limassol       | 3-2, 0-1         |
| 2022-23          | UEFA Europa Conference League | Octavos de final | Lazio                  | 2-1, 2-1         |
| 2022-23          | UEFA Europa Conference League | Cuartos de final | Anderlecht             | 2-0, 0-2 p       |
| 2022-23          | UEFA Europa Conference League | Semifinal        | West Ham               | 0-1, 1-2         |
| 2023-24          | UEFA Europa Conference League | Clasificatoria 3 | Santa Coloma           | 2-0, 1-0         |
| 2023-24          | UEFA Europa Conference League | Play-off         | Brann Bergen           | 1-1, 3-3 p       |
| 2023-24          | UEFA Europa Conference League | Grupo E          | Zrinjski Mostar        | 1-0, 3-4         |
| 2023-24          | UEFA Europa Conference League | Grupo E          | Legia                  | 1-0, 0-2         |
| 2023-24          | UEFA Europa Conference League | Grupo E          | Aston Villa            | 1-4, 1-2         |
| 2024-25          | UEFA Europa League            | Fase Liga        | Elfsborg               | 3-2 (L)          |
| 2024-25          | UEFA Europa League            | Fase Liga        | Athletic Club          | 0-2 (V)          |
| 2024-25          | UEFA Europa League            | Fase Liga        | Tottenham              | 0-1 (V)          |
| 2024-25          | UEFA Europa League            | Fase Liga        | Fenerbahçe             | 3-1 (L)          |
| 2024-25          | UEFA Europa League            | Fase Liga        | Galatasaray            | 1-1 (L)          |
| 2024-25          | UEFA Europa League            | Fase Liga        | Ludogorets             | 2-2 (F)          |
| 2024-25          | UEFA Europa League            | Fase Liga        | Roma                   | 1-0 (L)          |
| 2024-25          | UEFA Europa League            | Fase Liga        | Ferencvaros            | 3-4 (V)          |
| 2024-25          | UEFA Europa League            | 1/16             | Galatasaray            | 4-1, 2-2         |
| 2024-25          | UEFA Europa League            | Octavos de final | Tottenham              | 1-0              |

## Equipos filiales

### Equipo de reservas
El Jong AZ es un club de fútbol conformado por reservas y participa en la Eerste Divisie entrenado por Michel Vonk.
Ganó el torneo de reservas en el 2006, lo que le valió para participar en la Copa de los Países Bajos 2006-07 donde llegó hasta los octavos de final siendo eliminado por el Roda JC. En la temporada 2016-17 fue campeón de la Tweede Divisie y logró el ascenso a la Eerste Divisie.

### Equipo femenino
El AZ Alkmaar femenino fue creado en el 2007 y participó en la Eredivisie femenina hasta su disolución en 2011. Jugaba sus partidos como local en el TATA Steel Stadion ubicado en la localidad de Velsen-Zuid y logró el título de la Eredivisie femenina en tres oportunidades: 2007-08, 2008-09 y 2009-10.